# Arijan Komazec
Arijan Komazec (Zara, 23 gennaio 1970) è un ex cestista croato, fino al 1992 jugoslavo.

## Carriera
Con la Jugoslavia ha disputato i Campionati mondiali del 1990 e i Campionati europei del 1991.
Con la Croazia ha disputato due edizioni dei Giochi olimpici (Barcellona 1992, Atlanta 1996), i Campionati mondiali del 1994 e due edizioni dei Campionati europei (1993, 1995).

## Palmarès
- Campionato greco: 1

AEK Atene: 2001-02
- Coppa di Grecia: 1

Panathinaikos:	1992-93
- Supercoppa italiana: 1

Virtus Bologna: 1995
- Coppa di Croazia: 1

Zadar: 2000

## Statistiche
| Anno      | Squadra             | Nazione-Lega       | Partite | Ppg  | Rpg | Apg |
| --------- | ------------------- | ------------------ | ------- | ---- | --- | --- |
| 1986/1987 | Zara                | Croazia (bandiera) | -       | -    | -   | -   |
| 1987/1988 | Zara                | Croazia (bandiera) | -       | -    | -   | -   |
| 1988/1989 | Zara                | Croazia (bandiera) | -       | 23,5 | -   | -   |
| 1989/1990 | Zara                | Croazia (bandiera) | -       | 31,5 | -   | -   |
| 1990/1991 | Zara                | Croazia (bandiera) | -       | 29,4 | -   | -   |
| 1991/1992 | Zara                | Croazia (bandiera) | -       | -    | -   | -   |
| 1992/1993 | Panathinaikos       | Grecia (bandiera)  | -       | 23,1 | -   | -   |
| 1993/1994 | Varese              | Italia (bandiera)  | 33      | 31,6 | 6,3 | 2,5 |
| 1994/1995 | Varese              | Italia (bandiera)  | 35      | 33,2 | 5,9 | 2,6 |
| 1995/1996 | Virtus Bologna      | Italia (bandiera)  | 38      | 22,5 | 3,5 | 1,9 |
| 1996/1997 | Virtus Bologna      | Italia (bandiera)  | 30      | 17,2 | 3,0 | 1,9 |
| 1997/1998 | Varese              | Italia (bandiera)  | 26      | 18,1 | 3,3 | 2,0 |
| 1998/1999 | Olympiakos          | Grecia (bandiera)  | -       | -    | -   | -   |
| 1999/2000 | Zara                | Croazia (bandiera) | -       | 21,9 | -   | 4,8 |
| 2000      | Vancouver Grizzlies | - NBA              | 0       | 0    | 0   | 0   |
| 2001      | AEK Atene           | Grecia (bandiera)  | 11      | 10,9 | 3,3 | 1,3 |
| 2003/2004 | Avellino            | Italia (bandiera)  | 28      | 17,6 | 4,0 | 1,6 |